# Museo Arqueológico y Antropológico de Apurímac
El Museo Arqueológico y Antropológico de Apurímac es un museo instalado en la Casa Hacienda Illanya, edificio ubicado en Abancay, Perú.
El museo, a cargo de la Dirección Regional de Cultura Apurímac, tiene una colección de más de doscientos bienes culturales de cerámica, líticos, metales, textiles, de material orgánico, queros, sandalias de cuero, mates pirograbados, instrumentos textiles y una momia, pertenecientes a las culturas wari y chanka descubiertos en Apurímac.